# José Omar Ruiz Rocamora
José Omar Ruiz Rocamora (Abanilla, España, 11 de octubre de 1991), más conocido futbolísticamente como Tigre o Diablo, es un futbolista español. Juega como interior izquierdo y su actual equipo es el CAP Ciudad de Murcia club de la Tercera División.

## Trayectoria
Omar empezó su carrera en el equipo de su pueblo, Abanilla. En la categoría infantil, tras destacar en la segunda categoría infantil en Murcia, recaló en el primer equipo infantil del Ranero Club de Fútbol en la primera categoría regional y siendo este uno de los equipos punteros de la categoría. Tras su paso por el Ranero se fue al Getafe CF y tras varios años allí, volvió a la Región de Murcia para firmar con el Real Murcia. 
Al no tener sitio en el primer equipo se fue cedido un año al CD Cieza de la 3ª división española realizando una notable temporada. Después de un año hace la pretemporada con el primer equipo del Real Murcia. Vuelve al Real Murcia Imperial y en el 2014 lo abandona para irse al Yeclano Deportivo. 
Tras dos temporadas y media, en el 2016 ficha por el CAP Ciudad de Murcia. Justo antes de terminar la temporada de 3ªDivisión grupo XIII con el CAP Ciudad de Murcia anuncia su marcha a la segunda división islandesa, en concreto al Leiknir R. el 26 de abril de 2016.

## Clubes
| Club                 | País     | Años       |
| -------------------- | -------- | ---------- |
| Getafe CF            | España   | 2006-2010  |
| Real Murcia          | España   | 2010-2011  |
| CD Cieza (cesión)    | España   | 2011- 2012 |
| Real Murcia Imperial | España   | 2012-2014  |
| Yeclano Deportivo    | España   | 2014-2016  |
| CAP Ciudad de Murcia | España   | 2016-2016  |
| Leiknir R.           | Islandia | 2016-      |